# Ciuceve, Volodîmîreț
Ciuceve (în ucraineană Чучеве) este un sat în comuna Velîkîi Joludsk din raionul Volodîmîreț, regiunea Rivne, Ucraina.

## Demografie
Componența lingvistică a localității Ciuceve
     Ucraineană (100%)
Conform recensământului din 2001, toată populația localității Ciuceve era vorbitoare de ucraineană (100%).